# Henri Provost de la Fardinière
Pour les articles homonymes, voir Provost.
Henri Provost de la Fardinière, né le 12 mai 1897 à Paris et mort le 28 février 1937 à Paris, est un homme politique, écrivain et homme de lettres français.
Militant de droite, catholique d'inspiration bonapartiste, il est l'un des fondateurs et le vice président des Jeunesses Patriotes. Il est élu député du Calvados en 1936 et meurt en 1937.
Il est également écrivain, auteur de romans et de trois romans policiers.

## Biographie

### La grande guerre
Né d’une famille militaire traditionnelle parisienne d’origine normande, il perdit son père, le colonel Paul Provost de la Fardinière, à l’âge d’un an, et fut élevé par sa mère et par son oncle, René Provost, qui était banquier-coulissier à la Bourse de Paris.
Ses baccalauréats en poche, lettres en 1914, sciences en 1915, il s'engagea comme volontaire dans l'armée française. Affecté à l’artillerie lourde, il resta deux ans dans l’enfer de Verdun (1916-1917), où son régiment perdit en une nuit une partie de ses effectifs sous l’effet des gaz allemands, puis il fit les campagnes de Lorraine et de Belgique (début 1918), participa à l’offensive de la Somme autour d’Ypres (juin 1918), puis à la bataille finale de Champagne et des Ardennes (septembre-novembre 1918). Fortement marqué par quatre années de guerre, il gardera toute sa vie le douloureux souvenir de cette période infernale ; sa santé en fut très affaiblie, ce qui contribua à sa mort prématurée vingt ans plus tard en 1937.

### L’engagement politique dans les mouvements bonapartistes de l’après-guerre

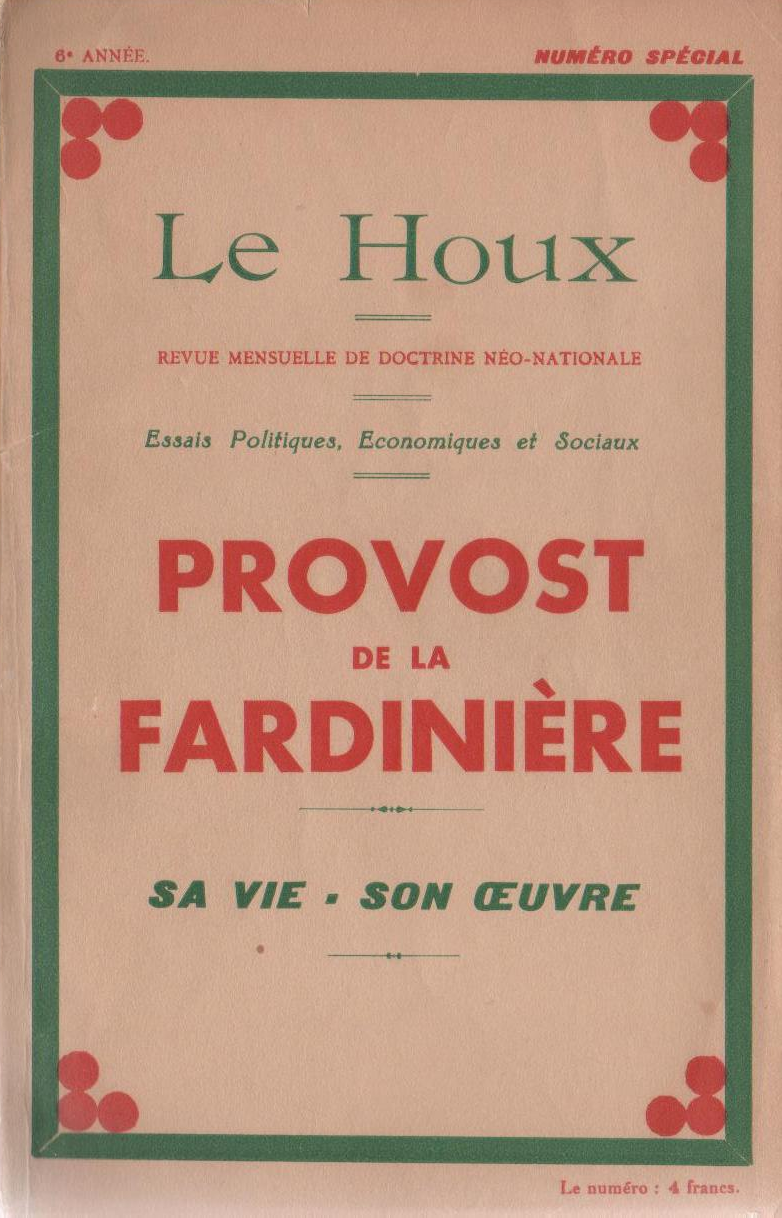
Le Houx - hors série 1937

Âge de vingt-et-un ans au sortir de la guerre, faisant table rase du passé, selon les principes cartésiens du « Discours de la Méthode » qu’il affectionnait tant, il voulut imprimer sur le cours de l'Histoire sa forte détermination à agir, en luttant contre le doute et les idées toutes faites. Il commença  par écrire des articles dans divers journaux et à prendre la parole dans plusieurs réunions publiques. Fortement inspiré par le bonapartisme social et plébiscitaire, il fut rapidement remarqué pour ses talents d’orateur et sa capacité d’entrainement ; il entra alors au mouvement bonapartiste « l’Appel au Peuple » (1921), qui venait d’être créé en remplacement du « Comité Politique Plébiscitaire » avec la volonté de lancer un mouvement d’envergure, avec des adhérents, une doctrine et une structure. Sous le parrainage du Prince Napoléon, du Prince Achille Murat, du jeune député de Paris Pierre Taittinger, et du député Le Provost de Launay, le parti a été administré par trois jeunes militants, André Desmarets, publiciste et directeur du journal « La Volonté Nationale », Henri Provost de La Fardinière, responsable de la doctrine, et Jean-Paul Bezançon. Les statuts de « l’Appel au Peuple », déposés en 1924, stipulent comme but « de regrouper en vue de la propagande sous toutes ses formes, tous les citoyens qui demandent la révision de la Constitution et l’élection du Chef de l’État directement par le Peuple »,

### Fondation des jeunesses Patriotes
En octobre 1923, sortant d’un grave problème de santé qui remonte à la guerre et qui le cloua plusieurs mois au lit entre la vie et la mort, il est résolu à intensifier son action et fait la promotion d’un vaste mouvement national. Il entre alors à la vieille « Ligue des Patriotes » de Paul Déroulède, mouvement qu’il juge trop conventionnel et qu’il espère animer d’un esprit nouveau ; il y créé une section de jeunes qui prend le nom de « Jeunesses Patriotes » ; fort de son succès, le mouvement s’émancipe rapidement, la présidence est offerte au député de Paris, Pierre Taittinger, tandis qu’Henri Provost de la Fardinière est élu vice-président du parti, fonction qu’il gardera toute sa vie, aux côtés d’autres cadres du parti, comme Henri Soulier, Henri Simon, le colonel des Isnards et Henri de Kérilis,.
Il a été directeur de la « Revue Economique d'Extrême-Orient » entre 1925 et 1926. Convaincu que la parole, la force de conviction et la pédagogie devaient l’emporter sur la force, il créa en 1925 la première école d’orateurs au sein des Jeunesses Patriotes. De tempérament franc et direct, le regard clair et volontaire, il ne se dérobait jamais devant l'adversité, toujours désireux de convaincre par une logique cartésienne impitoyable ses adversaires les plus farouches qui le respectaient en retour pour ses convictions et pour sa loyauté. Grand connaisseur de l'Histoire des pays, il avait pour modèles René Descartes, « père de la pensée moderne », le cardinal Armand de Richelieu, « fondateur d'un état moderne », et Napoléon Bonaparte, sans oublier Maurice Barrès, champion du nationalisme français, dont il s’inspire pour la politique extérieure et l’idée qu’il se fait de la France.
Henri Provost de la Fardinière a été cofondateur du « Groupe Républicain Indépendant d'Action Sociale », cofondateur et vice-président du « Parti Républicain National et Social » (1930), et fondateur du « Mouvement National Populaire » (1935), qui fut interdit un an plus tard, en 1936, par le Front populaire. Il a été en premières lignes lors de la manifestation populaire du 6 février 1934, organisée à Paris par les droites patriotiques et par les associations d’anciens combattants pour protester contre la corruption qui submergeait les allées du pouvoir, et qui tourna en émeute sanglante entre les manifestants et les forces de l’ordre après la dispersion de la manifestation.
Il écrivit en 1935 une série d'articles pour « Le Figaro » sur les relations franco-belges, et organisa d'importants meetings de plusieurs milliers de personnes salle Wagram à Paris.

### Sa pensée politique, et la revue Le Houx, «revue mensuelle de doctrine néo-nationale»
Grand admirateur de Descartes,, Henri Provost de la Fardinière s'intéresse surtout à l'art, à l'histoire, aux lettres et à l’économie. Penseur de la doctrine patriote et nationale de l'après-guerre, il prend rapidement ses distances avec les cadres dirigeants des Jeunesses Patriotes qui prônent l'usage de la force.
Animateur de son propre mouvement de pensée, il réunit ses collaborateurs autour des « Diners du Houx » (1929), fréquentés par de nombreux étudiants de l'École des Sciences Politiques de Paris ainsi que par de nombreux parisiens de toutes les classes sociales qui soutiennent financièrement son action ; en 1931, les dîners mensuels rassemblent chaque mois plus de cent convives. Il crée en 1932 sa propre revue mensuelle de doctrine néo-nationale, « le Brin de Houx », puis « Le Houx », qui parait chaque mois jusqu'à sa mort en 1937. L’emblème du Houx se réfère au « souvenir des francs-tireurs à l’insigne du houx qui, devant la carence des pouvoirs, spontanément se dressèrent (contre l’envahisseur allemand en 1871) pour la défense de l’idéal et du patriotisme communs »,.
Le Houx est un « bulletin d’essais politiques, économiques et sociaux » : en politique il fustige inlassablement la corruption qui règne dans les allées du pouvoir, ainsi que le manque d’autorité de l’État, incapable de s’opposer aux dangers du fascisme, du communisme, du socialisme, du capitalisme, toutes ces doctrines en « isme », symboles d’une pensée unique d’essence internationale qui aliène selon lui la liberté humaine. Il s’oppose principalement au nazisme allemand qui se développe outre-Rhin et qui représente une véritable menace pour la France, et en appelle à un grand sursaut national destiné à contrer les dangers que ne manquerait pas de représenter plus tard pour la France une Allemagne nazie forte, belliqueuse, et surtout revancharde.
En économie il prône une économie nationale fortement autarcique, le droit à la propriété de l’outil de travail, agricole comme artisanal ou industriel.
De sa pensée sociale, nous retiendrons surtout la notion de « participation des salariés aux fruits de leur travail », reprise plus tard par les gaullistes.
Dans l’éloge funèbre qu’il prononça à l’Assemblée Nationale après son décès, le président du Conseil Edouard Herriot disait de lui : « S’il énonce des idées personnelles sur l’organisation du travail et de la production, s’il pense l’autorité nécessaire, s’il croit plus à l’initiative individuelle qu’à l’action de l’Etat, il se réclame expressément de ce qu’il appelle la grande tradition de la République, il n’admet pas qu’entre Républicains français les divisions rendues nécessaires par le jeu même de la liberté soient irréductibles. Ce sol de la patrie, si souvent labouré par l’épreuve, comment tous les Français ne l’aimeraient-ils pas d’un égal amour ? L’ensemble de ses déclarations nous le montrent dévoué non seulement aux éléments spirituels mais aux valeurs morales. Il a été, sans nulle contestation possible, le serviteur d’une foi. » (Éloge funèbre prononcé par Edouard Herriot, président du Conseil, à l’Assemblée Nationale. JO. Du 4 mars 1937 ».

### Les élections législatives de 1932 et de 1936
Après avoir mis en ballottage, contre toute attente, à l'âge de trente-quatre ans, l'un des piliers communistes de Paris lors des élections législatives de 1932, il fut élu député de Falaise dans le Calvados, quatre ans plus tard, en 1936, sous l’étiquette du parti républicain national et social ; il a été élu dès le premier tour contre le député sortant, renouant ainsi avec ses racines normandes.
Au cours d’une campagne de grande proximité dans les villes, les villages et les fermes de sa circonscription, il s’est présenté aux électeurs comme un défenseur des petites villes, des travailleurs, des artisans, des commerçants et des agriculteurs. Il se veut ennemi à la fois du fascisme et des idées de gauche (socialisme et communisme).
Son thème de campagne prône la paix, « la France qui ne demande rien à personne exige une politique de paix totale », et la liberté, « la liberté égale pour tous, liberté de conscience et respect des croyances d’autrui, liberté d’élever nos enfants selon nos convictions et respect absolu de la neutralité scolaire. Liberté matérielle, chaque travailleur honnête doit pouvoir utiliser à sa guise le fruit de son labeur et organiser son existence selon ses préférences dès l’instant qu’il ne nuit ni à son prochain, ni à la collectivité. L’Etat inquisitorial et tracassier n’a pas à se mêler à chaque instant de ce qui se passe dans la maison du citoyen : Charbonier est maître chez soi ».
Adversaire du Front populaire, Henri Provost de la Fardinière est inscrit au groupe des républicains indépendants et d'action sociale. Il fait partie de la commission de l'agriculture et de celle des postes, télégraphes, téléphones, s’oppose au développement de l’étatisme, et en appelle à un plan général destiné à redresser la France.

### Les dernières années jusqu’en 1937
Souffrant d’un cancer généralisé, Henri Provost obtient un congé le 24 novembre 1936 : il meurt le 26 février 1937, à l'âge de 39 ans dans l’appartement familial de la  rue Laffitte à Paris où il était né 39 ans plus tôt, après une longue agonie qui s'était déclarée pendant la campagne électorale de 1936. Il a été inhumé dans la chapelle familiale au cimetière du Père-Lachaise à Paris. Le Président du Conseil Edouard Herriot prononça un vibrant éloge funèbre à l'Assemblée Nationale quelques jours plus tard.
Ses amis politiques, Richard Borel, Henri Clabaut, PaulClabaut, Jacques Dombrowski, Maurice Durand-Degeorge, Y.J. freysz, P.R. Lachaud, L. Lebruman, J. lecomte, Louis Mabillot, Pierre Picherit, Bernard Pinoteau, Paul Plessis, etc. créèrent aussitôt un « Cercle Provost de la Fardinière » pour perpétuer sa pensée, et publièrent un livre émouvant sur « La vie et l'œuvre » de leur « maître » et ami. La Seconde Guerre Mondiale mit un terme à ce mouvement.
Henri Provost de la Fardinière s’était marié à Neuilly, en 1926, avec Rosine Bisson (1904-1938), cadette de la famille Bisson-Laveissière, grande famille de l’industrie sidérurgique et de la finance parisienne au XIXe et au début du XXe siècle. Le prince Joachim Murat a été son témoin. Rosine Bisson mourut un an après son mari, en 1938, à l’âge de 33 ans. Le couple laissait deux jeunes garçons âgés de quatre ans et un an.

## Œuvre
Écrivain, homme de lettres et romancier, Henri Provost de la Fardinière publia plusieurs essais politiques, littéraires, ainsi que des romans policiers.

### Romans
- Le Péché dans la Ville Sainte, Editions du Loup, Paris, 1931.
- Par-delà l'échafaud, Éditions Baudinière (Paris, 1933)
- Le Mort en visite, Éditions Baudinière (Paris, 1935)
- La Lampe de midi, Éditions Baudinière (Paris, 1935)

### Essais Politiques
- Pour que la France Vive ! par Jean Benielli, 1936, préface de Henri Provost de la Fardinière
- Le Brin de Houx devenu Le Houx, Revue Mensuelle de Doctrine Néo-Nationale, Paris, no 1 paru en avril 1932 jusqu’au no 35 paru en octobre 1935.